# Atsushi Shirota
Atsushi Shirota (jap. 代田敦資, Shirota Atsushi; * 6. November 1991 in der Präfektur Nagasaki) ist ein ehemaliger japanischer Fußballspieler.

## Karriere
Atsushi Shirota erlernte das Fußballspielen im National Institute of Fitness and Sports Kanoya in Japan. 2015 stand er beim japanischen Verein V-Varen Nagasaki unter Vertrag. Der Verein aus Nagasaki spielte in der zweiten Liga. 2016 wechselte er nach Singapur zu Albirex Niigata (Singapur). Der Verein ist ein Ableger des japanischen Zweitligisten Albirex Niigata und spielte in der höchsten singapurischen Fußballliga, der S. League. 2016 feierte er mit dem Verein die singapurische Meisterschaft. Im gleichen Jahr gewann er den Singapore Cup und den Singapore Community Shield. Im Endspiel des Singapore Cup besiegte man die Tampines Rovers mit 2:0, das Spiel im Community Shield gegen Brunei DPMM FC gewann man mit 3:2. Nach 23 Erstligaspielen wechselte er 2017 zum Ligakonkurrenten Hougang United. Für Hougang absolvierte er 23 Spiele in der ersten Liga. 2018 verließ er Singapur. In Kambodscha nahm ihn Phnom Penh Crown unter Vertrag. Mit dem Verein aus Phnom Penh spielte er in der ersten Liga, der Cambodian League. Nach 12 Spielen beendete er Ende 2018 seine Karriere als Fußballspieler.

## Erfolge
Albirex Niigata (Singapur)
- S. League

Meister: 2016
- Singapore Cup

Sieger: 2016